# 1058
Cette page concerne l'année 1058  du calendrier julien.
L'année 1058 est une année commune qui commence un jeudi.

## Événements
- 24 janvier[1], Proche-Orient : Toghrul-Beg est proclamé sultan et émir de l’est et de l’ouest par le calife abbasside (fin en 1063). Il doit lutter contre la révolte de son cousin Ibrahim Yinal (en) qui s'allie à Al-Basasiri, un ancien général turc au service des Buyides[2].
- 27 décembre[1] : les Fatimides profitent de la guerre entre les Seldjoukides et s’emparent de Bagdad par l’entremise du général révolté al-Basâsiri, qui proclame la déchéance du khalife Al-Qa'im et se rallie au chiisme. La tentative échoue devant les Turcs de Toghrul-Beg, qui bat al-Basâsiri et rétablit solennellement le califat abbasside sunnite au début l'année 1060[2].

### Europe

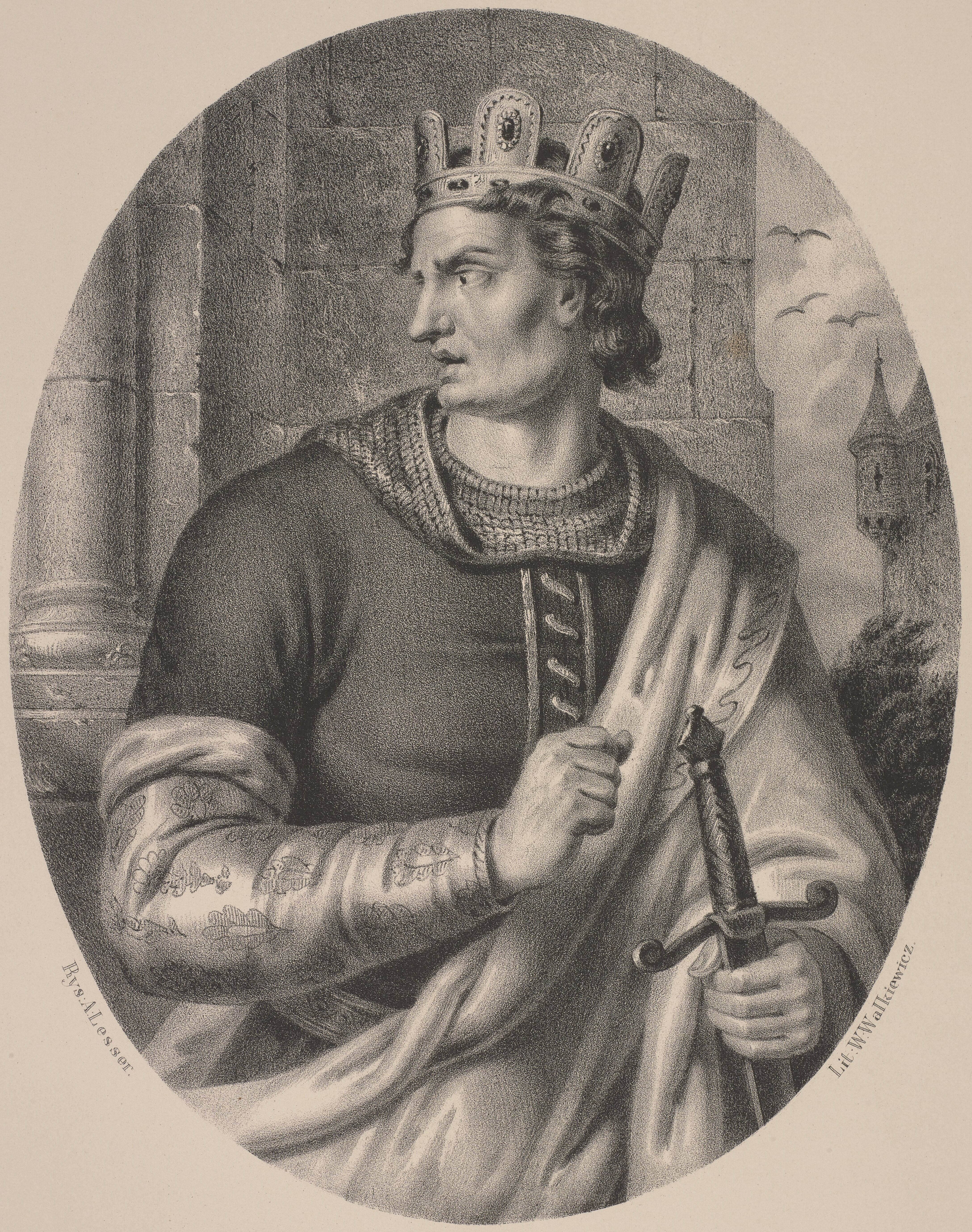
28 novembre : Boleslas II le Généreux, duc de Pologne. Gravure d'Aleksander Lesser, XIXe siècle. Il restaure la puissance de l’État polonais en se libérant de la double tutelle de l’aristocratie et de l’empereur germanique. Il mène la guerre contre la Bohême en refusant le tribut silésien, intervient à Kiev au profit de son beau-frère Iziaslav, puis en Hongrie pour soutenir les Grands. Cracovie devient pour cinq siècles la capitale virtuelle du royaume de Pologne.

- 6 mars : confirmation par le pape Étienne IX du privilège monétaire de Cluny[3].
- 17 mars : Lulach Ier d'Écosse est tué au combat contre Malcolm III à Essie près d'Aberdeen[4].

- 5 avril : l'évêque de Velletri est élu pape sous le nom de Benoît X par une faction romaine après la mort d'Étienne IX. Il est déposé par un synode tenu à Rome en janvier 1059[5].
- 25 avril : Malcolm III Canmore est couronné roi d'Écosse à l'abbaye de Scone[6].

- Juin : le comte normand d'Aversa Richard prend Capoue  et en devient le prince[7].
- Automne : Guillaume VIII de Poitiers devient duc d'Aquitaine à la mort de Guillaume Aigret, d'une dysenterie contracté au siège de Saumur qu'il disputait à Geoffroy Martel. L’Aquitaine s’agrandit de la Gascogne[8].

- 8 novembre : l'empereur byzantin Isaac Ier Comnène destitue Michel Cérulaire, le patriarche de Constantinople qu'il trouve trop puissant. Celui-ci meurt en exil le 21 janvier 1059 avant d'être jugé[9].
- 28 novembre : début du règne de Boleslas II le Généreux ou le Hardi, duc (1058-1076), puis roi de Pologne (fin en 1079)[10].

- 28 décembre : Gérard de Bourgogne, archevêque de Florence, est élu à Sienne par le clergé à l’instigation de Pierre Damien et d’Hildebrand et devient le 155e pape de l'Église catholique sous le nom de Nicolas II (fin du pontificat en 1061)[11].